# Швабхаузен (Горња Баварска)
Швабхаузен (њем. Schwabhausen) општина је у њемачкој савезној држави Баварска. Једно је од 17 општинских средишта округа Дахау. Према процјени из 2010. у општини је живјело 6.082 становника. Посједује регионалну шифру (AGS) 9174143.

## Географски и демографски подаци
Швабхаузен се налази у савезној држави Баварска у округу Дахау. Општина се налази на надморској висини од 493 метра. Површина општине износи 30,2 km². У самом мјесту је, према процјени из 2010. године, живјело 6.082 становника. Просјечна густина становништва износи 201 становника/km².